# Michael Benjamin Washington
Michael Benjamin Washington (nascido em 7 de junho de 1979) é um ator, ativista e dramaturgo americano conhecido por seus papéis em American Auto, 100 Questions e Unbreakable Kimmy Schmidt. Ele também atuou em produções da Broadway de The Boys in the Band, Funny Girl, Mamma Mia!, La Cage aux Folles, e outros.

## Juventude e educação
Michael nasceu e foi criado em Dallas, Texas, onde começou a atuar. Ele cresceu em uma família liberal onde seus pais estavam envolvidos com política e lhe ensinaram a importância de investir na comunidade. Ele estudou na Escola de Artes Tisch da Universidade de Nova Iorque, onde obteve um Bachelor of Fine Arts.

## Vida pessoal
Washington é abertamente gay. Ele é um ativista antirracismo e ativista dos direitos LGBT. Como dramaturgo, ele escreveu uma peça chamada Blueprints to Freedom: An Ode to Bayard Rustin, que contava a história do ativista dos direitos civis Bayard Rustin.

## Filmografia

### Cinema
| Ano  | Título               | Personagem |
| ---- | -------------------- | ---------- |
| 2010 | Love and Other Drugs | Richard    |
| 2020 | The Boys in the Band | Bernard    |

### Televisão
| Ano     | Título                     | Personagem                 | Notas                             |
| ------- | -------------------------- | -------------------------- | --------------------------------- |
| 2004    | The Jury                   | Myles                      | Episódio: "Bangers"               |
| 2005    | Hope & Faith               | Artista dominado pelo medo | Episódio: "Hope in the Middle"    |
| 2009    | Law & Order                | George Lafferty            | Episódio: "Bailout"               |
| 2009–10 | 30 Rock                    | Donald                     | 2 episódios                       |
| 2010    | 10 Things I Hate About You | Winston, o Garçom          | Episódio: "Great Expectations"    |
| 2010    | Glee                       | Tracy Pendergrass          | Episódio: "Home"                  |
| 2010    | 100 Questions              | Andrew                     | 6 episódios                       |
| 2010    | Open Books                 | Ray                        | Telefilme                         |
| 2013    | Wendell & Vinnie           | Deke                       | Episode: "Baseball and Bad Dates" |
| 2014    | Save the Date              | Wedding Planner            | Telefilme                         |
| 2017    | Unbreakable Kimmy Schmidt  | Ruben                      | 3 episódios                       |
| 2020    | Ratched                    | Trevor Briggs              | 3 episódios                       |
| 2021–23 | American Auto              | Cyrus Knight               | 23 episódios                      |
| 2023    | Until the Wedding          | Sam                        | Piloto                            |
| 2023    | We Baby Bears              | Caterpillar (voz)          | Episódio: "Bug City Frame Up"     |